# Cantonul Beaumont-sur-Sarthe
Cantonul Beaumont-sur-Sarthe este un canton din arondismentul Mamers, departamentul Sarthe, regiunea Pays de la Loire, Franța.

## Comune
| Comune                     | Populație (1999) | Cod poștal | Cod INSEE |
| -------------------------- | ---------------- | ---------- | --------- |
| Assé-le-Riboul             | ...              | 72170      | 72012     |
| Beaumont-sur-Sarthe        | ...              | 72170      | 72029     |
| Chérancé                   | ...              | 72170      | 72078     |
| Coulombiers                | ...              | 72130      | 72097     |
| Doucelles                  | ...              | 72170      | 72120     |
| Juillé                     | ...              | 72170      | 72152     |
| Maresché                   | ...              | 72170      | 72186     |
| Piacé                      | ...              | 72170      | 72235     |
| Saint-Christophe-du-Jambet | ...              | 72170      | 72273     |
| Saint-Germain-sur-Sarthe   | ...              | 72130      | 72284     |
| Saint-Marceau              | ...              | 72170      | 72297     |
| Ségrie                     | ...              | 72170      | 72332     |
| Le Tronchet                | ...              | 72170      | 72362     |
| Vernie                     | ...              | 72170      | 72370     |
| Vivoin                     | ...              | 72170      | 72380     |